# Cantone di Charente-Bonnieure
Il Cantone di Charente-Bonnieure è una divisione amministrativa dell'arrondissement di Confolens.
È stato costituito a seguito della riforma approvata con decreto del 20 febbraio 2014, che ha avuto attuazione dopo le elezioni dipartimentali del 2015.

## Composizione
Comprende i 34 comuni di:
- Alloue
- Beaulieu-sur-Sonnette
- Benest
- Le Bouchage
- Champagne-Mouton
- Chasseneuil-sur-Bonnieure
- Chassiecq
- Cherves-Châtelars
- Genouillac
- Le Grand-Madieu
- Lésignac-Durand
- Le Lindois
- Lussac
- Massignac
- Mazerolles
- Mazières
- Montembœuf
- Mouzon
- Nieuil
- Parzac
- Les Pins
- Roumazières-Loubert
- Roussines
- Saint-Claud
- Saint-Coutant
- Saint-Laurent-de-Céris
- Saint-Mary
- Sauvagnac
- Suaux
- Turgon
- Verneuil
- Le Vieux-Cérier
- Vieux-Ruffec
- Vitrac-Saint-Vincent